# Basil van Rooyen
Basil van Rooyen (Johannesburgo, 19 de abril de 1939 – Nova Gales do Sul, 14 de setembro de 2023) foi um automobilista sul-africano que participou de dois Grande Prêmio da África do Sul de Fórmula 1: 1968 e 1969.